# 7. Torpedoboot-Flottille
Die 7. Torpedoboot-Flottille (T-Flottille) war ein Marineverband der deutschen Kriegsmarine im Zweiten Weltkrieg.
Die Flottille wurde Juni 1940, mit Kapitänleutnant Helmut Neuss als amtierendem Flottillenchef, gebildet und im Dezember 1940 wieder aufgelöst.  Sie bestand aus den vier bei der deutschen Besetzung von Norwegen (Unternehmen Weserübung) erbeuteten kleinen, aber neuen norwegischen Zerstörern der Sleipner-Klasse, die von der Kriegsmarine übernommen und, nunmehr als Torpedoboote klassifiziert, in Dienst gestellt wurden:
- Panther (ex Odin), Kommandant: KptLt Helmut Neuss (ab Dezember 1940 Oberleutnant zur See Walther Jahrmarker)
- Löwe (ex Gyller), Kommandant: KptLt Siegfried Strelow (ab Dezember 1940 KptLt Georg Grund)
- Leopard (ex Balder), Kommandant: KptLt Walter Jacobson (ab November 1940 KptLt Konrad Sommerlatt)
- Tiger (ex Tor), Kommandant: KptLt Herbert Jüttner

Die Flottille versah von Juni bis August 1940 Geleit- und Sicherungsdienst im Seebereich Südnorwegen, Skagerrak und Kattegatt und danach Schul- und Ausbildungsdienst.
Nach der Auflösung der Flottille wurden alle vier Boote bei der 27. Unterseebootsflottille, einer in Gotenhafen stationierten Ausbildungsflottille, als Torpedofangboote eingesetzt.